# 커트 브라우닝

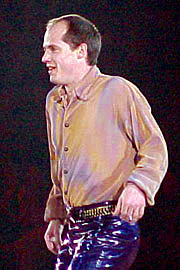
커트 브라우닝

커트 브라우닝(영어: Kurt Browning, 1966년 6월 18일~)은 캐나다의 전직 피겨 스케이팅 선수로 세계 선수권 대회에서 4번 우승했고 현재는 안무가이자 해설자이다.

## 선수 경력
브라우닝은 캐나다 피겨 스케이팅 선수권 대회와 세계 선수권 대회에서 4번 우승했다. 그는 3차례의 동계 올림픽에서 캐나다를 대표했다.

## 개인 생활
브라우닝은 앨버타주 로키 마운틴 하우스에서 태어났고, 캐롤라인에서 자랐다.